# Bizonnes
Bizonnes é uma comuna francesa na região administrativa de Auvérnia-Ródano-Alpes, no departamento de Isère. Estende-se por uma área de 11,04 km². Em 2010 a comuna tinha 991 habitantes (densidade: 89,8 hab./km²).